# Papagonk
Papagonk, jedna od lokalnih bandi i istoimeno selo Munsee Indijanaca, u kolonijalno doba nastanjeno u okrugu Ulster i blizu današnjeg Colchestera u okrugu Delaware na jugoistoku današnjeg New Yorka. Rani izvori spominju dva indijanska sela do 1776. godine, to su Pawpacton, koje se pretvorilo u Pepacton i Papagouck koji bi mogao bit Papagonk, a nalazila su se na mjestu današnjeg Colchestera.